# Summer Bishil
Summer Yasmine Bishil, född 17 juli 1988 i Pasadena, Kalifornien, USA,  är en amerikansk skådespelerska. Hon slog igenom för en större publik som Jasira i filmen Towelhead, en roll som hon vann en Young Hollywood Awards för. Sedan 2015 spelar hon Margo i Syfy:s TV-serie The Magicians.

## Filmografi

### Film
| År   | Titel                   | Roll             | Övrigt          |
| ---- | ----------------------- | ---------------- | --------------- |
| 2006 | Return to Halloweentown | Aneesa           | TV-film         |
| 2007 | Towelhead               | Jasira Maroun    | Prisbelönt roll |
| 2009 | Crossing Over           | Taslima Jahangir |                 |
| 2010 | The Last Airbender      | Azula            |                 |
| 2010 | Public Relations        | Sara             |                 |
| 2010 | Mooz-Lum                | Iman             |                 |
| 2013 | Lip Service             | Priscilla Santos |                 |
| 2013 | Blast Vegas             | Serena           | TV-film         |

### TV
| År          | Titel                             | Roll                 | Övrigt               |
| ----------- | --------------------------------- | -------------------- | -------------------- |
| 2005        | Våra bästa år                     | Stacey               | 1 avsnitt            |
| 2006        | Just for Kicks                    | Stacey               | 1 avsnitt            |
| 2006        | Drake & Josh                      | Tabitha              | 1 avsnitt            |
| 2006        | Hannah Montana                    | Rachel               | 1 avsnitt            |
| 2009        | Three Rivers                      | Karen Rollins        | 1avsnitt             |
| 2010        | The Whole Truth                   | Michelle Penner 2010 | 1 avsnitt            |
| 2011        | 90210                             | Leila                | 4 avsnitt            |
| 2013        | Lucky 7                           | Samira Lashari       | Huvudroll, 8 avsnitt |
| 2014        | Law & Order: Special Victims Unit | Heba Salim           | 1 avsnitt            |
| 2015        | iZombie                           | Eliza Marquette      | 1 avsnitt            |
| 2015 - 2016 | The Magicians                     | Margo Hanson         | 13 avsnitt           |